# Vjačeslav Bražnik
Vjačeslav Stepanovič Bražnik, sovjetski inženir * 3. marec 1957, Atbasar, Celinograjski rajon, Sovjetska zveza, † 14. maj 1986, Moskva, Sovjetska zveza.
Bražnik je služil kot inženir parne turbine v jedrski elektrarni Černobil.

## Biografija
Vjačeslav Bražnik se je rodil 3. marca 1957 v mestu Atbasar v regiji Akmola. 
Svojo kariero je začel v jedrski elektrarni Černobil, kjer se je zaposlil aprila 1979. Služil je kot inženirski električar v električni delavnici elektrarne, oktobra 1980 pa je bil premeščen v turbinsko delavnico na hodniku za turbinsko opremo, kjer je delal kot inženir parne turbine.  
26. aprila 1986 ponoči je Bražnik izpolnjeval svoje delavne naloge in bil v turbinski delavnici, ko je ob 1:23 reaktor 4 eksplodiral. Po eksploziji je stekel v nadzorno sobo reaktorja 4 in izmeno obvestil o požaru v turbinski dvorani. Nato je bil Bražnik med prvimi, ki je sodeloval pri odpravljanju posledic nesreče, tako, da je storil vse, da je preprečil širjenje požara na druge reaktorje tako, da je zaustavil vodovod nafte in ustavil drenažo. Med delom je bil izpostavljen smrtni dozi sevanja 1000 rad. 
Bražnik je bil hospitaliziran v bolnišnici v Pripjatu, vendar je bil kmalu odpeljan v posebno bolnišnico v Moskvi, kjer se je zdravil skupaj z drugimi inženirji iz elektrarne. Tam je Bražnik 14. maja 1986 podlegel akutni sevalni bolezni in umrl v starosti 29 let. Pokopan je bil na mednarodnem pokopališču v Moskvi.

## Odlikovanja
Leta 2008 je bil Bražnik posmrtno odlikovan z Redom Za pogum III. stopnje.

## V popularni kulturi
Bražnika je upodobil Adam Lundgren v HBO miniseriji Černobil leta 2019.